# Oľšavica
Oľšavica este o comună slovacă, aflată în districtul Levoča din regiunea Prešov. Localitatea se află la altitudinea de 776 m deasupra n.m., se întinde pe o suprafață de 17,61 km2 și în 2017 număra 270 de locuitori.

## Istoric
Localitatea Oľšavica este atestată documentar din 1308.

## Demografie
| An:                | 1994 | 2004   | 2014    | 2024    |
| ------------------ | ---- | ------ | ------- | ------- |
| Număr de persoane: | 343  | 312    | 275     | 232     |
| Diferență:         |      | −9,03% | −11,85% | −15,63% |

| An:                | 2023 | 2024   |
| ------------------ | ---- | ------ |
| Număr de persoane: | 236  | 232    |
| Diferență:         |      | −1,69% |